# Idiocerus canae
Idiocerus canae är en insektsart som beskrevs av Hamilton 1985. Idiocerus canae ingår i släktet Idiocerus och familjen dvärgstritar. Inga underarter finns listade i Catalogue of Life.